# 皮明庥
皮明庥，江西萍乡人，史学家和社会活动家。他为武汉写史60年，出版了《武汉百年史话》、《一位总督·一座城市·一场革命》、《高山流水·知音江城》、《武汉通史》（十卷本）等学术著作40多部。